# Märja
Märja est un bourg de la commune de Tähtvere du comté de Tartu en Estonie .
Au 31 décembre 2011, il compte 691 habitants.